# Arcidiocesi di Saint Louis

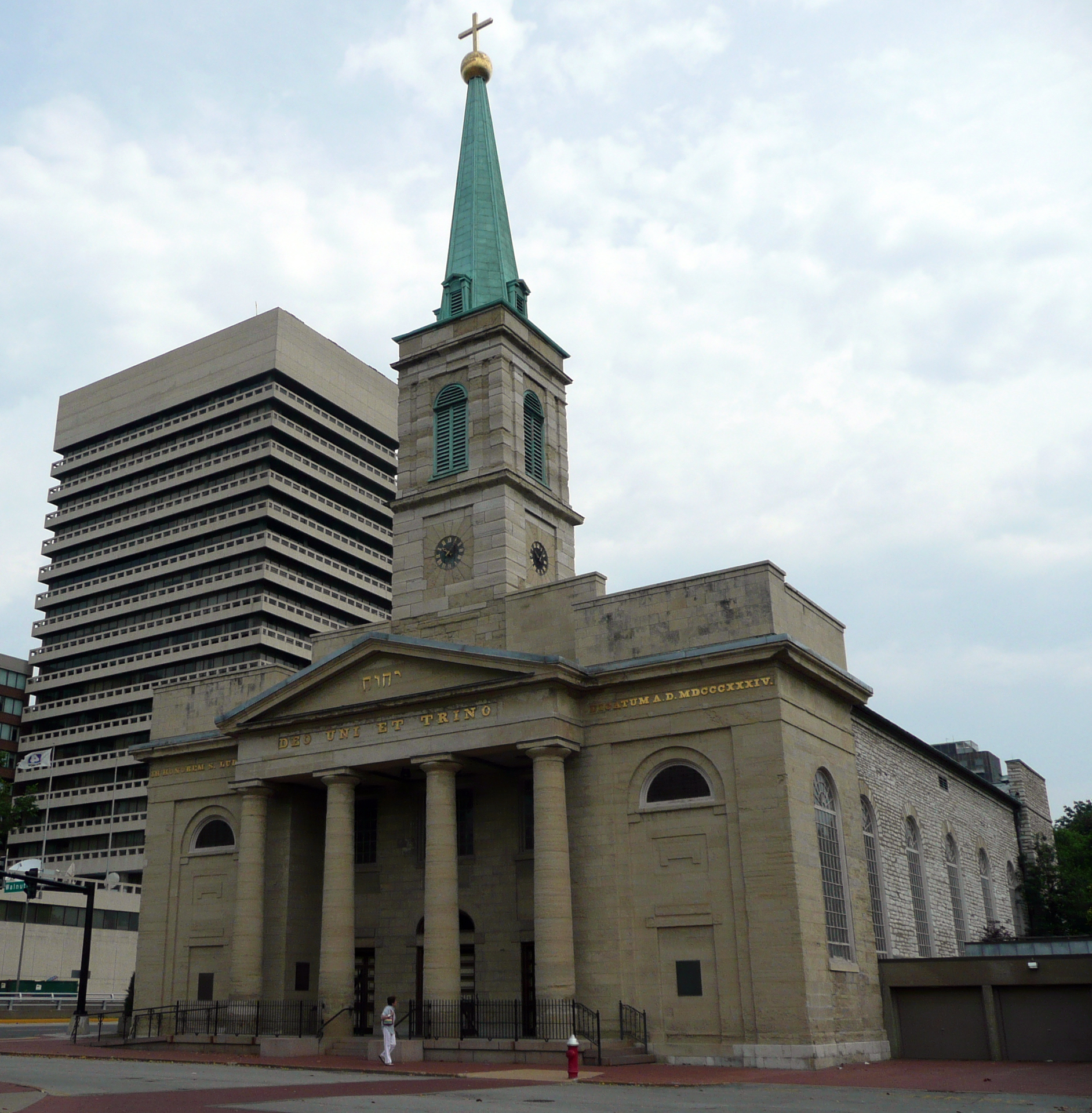
L'ex cattedrale e basilica minore di San Luigi, Re di Francia.

L'arcidiocesi di Saint Louis (in latino Archidioecesis Sancti Ludovici) è una sede metropolitana della Chiesa cattolica negli Stati Uniti d'America. Nel 2023 contava 507.600 battezzati su 2.259.000 abitanti. È retta dall'arcivescovo Mitchell Thomas Rozanski.

## Territorio
L'arcidiocesi comprende 10 contee del Missouri, negli Stati Uniti d'America: Franklin, Jefferson, Lincoln, Perry, Saint Charles, Saint François, Saint Louis, Sainte Geneviève, Warren e Washington.
Sede arcivescovile è la città di Saint Louis, dove si trova la cattedrale di Saint Louis. L'ex cattedrale di San Luigi, Re di Francia, è decorata dal titolo di basilica minore.
Il territorio è suddiviso in 178 parrocchie.

## Storia
La diocesi di Saint Louis fu eretta il 18 luglio 1826 con il breve Inter multiplices di papa Leone XII, ricavandone il territorio dalla diocesi di New Orleans e delle due Floride (oggi arcidiocesi di New Orleans). La nuova diocesi fu resa immediatamente soggetta alla Santa Sede.
Era di gran lunga la più estesa diocesi americana, con una superficie pari a quella delle altre nove diocesi americane del tempo. Comprendeva il Missouri, l'Arkansas, la parte occidentale dell'Illinois e tutti i territori compresi nell'Acquisto della Louisiana, ossia quelli ad ovest del fiume Mississippi e a nord della Louisiana, fino alle Montagne Rocciose e all'odierno confine canadese.
Cedette a più riprese porzioni del suo territorio a vantaggio dell'erezione di nuove circoscrizioni ecclesiastiche:
- il 28 luglio 1837 alla diocesi di Dubuque (oggi arcidiocesi);
- il 28 novembre 1843 alle diocesi di Chicago (oggi arcidiocesi) e di Little Rock;
- il 1º novembre 1843 al vicariato apostolico del Territorio dell'Oregon (oggi arcidiocesi di Portland).

Il 20 luglio 1847 fu elevata al rango di arcidiocesi metropolitana con la bolla Apostolici muneris di papa Pio IX. Il papa tuttavia lasciò ai vescovi americani il compito di stabilire quali suffraganee assegnare alla nuova sede metropolitana. La decisione fu presa durante il sinodo provinciale di Baltimora del 1849 e sancito dal breve Iam inde ab anno di Pio IX del 19 luglio 1850, che assegnava alla provincia ecclesiastica di Saint Louis le diocesi di Dubuque, Nashville, Chicago e Milwaukee.
Nello stesso 19 luglio 1850 ha ceduto un'altra porzione del suo territorio a vantaggio dell'erezione del vicariato apostolico del Territorio indiano a est delle Montagne Rocciose (oggi arcidiocesi di Kansas City).
In seguito ha ceduto altre porzioni del suo territorio a vantaggio dell'erezione di nuove circoscrizioni ecclesiastiche:
- il 3 marzo 1868 alla diocesi di Saint Joseph;
- il 10 settembre 1880 alla diocesi di Kansas City (le diocesi di Saint Joseph e Kansas City sono oggi unite nella diocesi di Kansas City-Saint Joseph);
- il 16 giugno 1911 un'ulteriore porzione territoriale alla diocesi di Saint Joseph;
- il 2 luglio 1956 alle diocesi di Springfield-Cape Girardeau e di Jefferson City.

## Cronotassi dei vescovi
Si omettono i periodi di sede vacante non superiori ai 2 anni o non storicamente accertati.
- Giuseppe Rosati, C.M. † (20 marzo 1827 - 25 settembre 1843 deceduto)[3]
- Peter Richard Kenrick † (25 settembre 1843 succeduto - 21 maggio 1895 dimesso[4])
- John Joseph Kain † (21 maggio 1895 succeduto - 13 ottobre 1903 deceduto)
- John Joseph Glennon † (13 ottobre 1903 succeduto - 9 marzo 1946 deceduto)
- Joseph Elmer Ritter † (20 luglio 1946 - 10 giugno 1967 deceduto)
- John Joseph Carberry † (14 febbraio 1968 - 31 luglio 1979 ritirato)
- John Lawrence May † (24 gennaio 1980 - 9 dicembre 1992 dimesso)
- Justin Francis Rigali (25 gennaio 1994 - 15 luglio 2003 nominato arcivescovo di Filadelfia)
- Raymond Leo Burke (2 dicembre 2003 - 27 giugno 2008 nominato prefetto del Supremo Tribunale della Segnatura Apostolica)
- Robert James Carlson (21 aprile 2009 - 10 giugno 2020 ritirato)
- Mitchell Thomas Rozanski, dal 10 giugno 2020

## Statistiche
L'arcidiocesi nel 2023 su una popolazione di 2.259.000 persone contava 507.600 battezzati, corrispondenti al 22,5% del totale.
| anno | popolazione | popolazione | popolazione | presbiteri | presbiteri | presbiteri | presbiteri                | diaconi | religiosi | religiosi | parrocchie |
| anno | battezzati  | totale      | %           | numero     | secolari   | regolari   | battezzati per presbitero | diaconi | uomini    | donne     | parrocchie |
| ---- | ----------- | ----------- | ----------- | ---------- | ---------- | ---------- | ------------------------- | ------- | --------- | --------- | ---------- |
| 1950 | 433.442     | 2.000.000   | 21,7        | 980        | 501        | 479        | 442                       |         | 598       | 3.944     | 331        |
| 1966 | 512.152     | 1.769.500   | 28,9        | 1.105      | 585        | 520        | 463                       |         | 921       | 4.378     | 259        |
| 1970 | 531.213     | 2.100.000   | 25,3        | 812        | 261        | 551        | 654                       |         | 864       | 3.350     | 249        |
| 1976 | 514.694     | 1.906.968   | 27,0        | 1.029      | 521        | 508        | 500                       |         | 984       | 3.671     | 246        |
| 1980 | 531.108     | 1.924.220   | 27,6        | 1.033      | 552        | 481        | 514                       | 30      | 801       | 3.395     | 246        |
| 1990 | 541.739     | 1.989.500   | 27,2        | 929        | 513        | 416        | 583                       | 162     | 677       | 2.867     | 245        |
| 1999 | 555.000     | 2.064.548   | 26,9        | 883        | 471        | 412        | 628                       | 213     | 175       | 2.161     | 227        |
| 2000 | 555.000     | 2.064.548   | 26,9        | 819        | 456        | 363        | 677                       | 213     | 560       | 2.120     | 224        |
| 2001 | 555.621     | 2.089.000   | 26,6        | 846        | 465        | 381        | 656                       | 225     | 583       | 2.109     | 228        |
| 2002 | 555.750     | 2.100.000   | 26,5        | 777        | 442        | 335        | 715                       | 246     | 524       | 2.023     | 220        |
| 2003 | 555.750     | 2.118.721   | 26,2        | 825        | 437        | 388        | 673                       | 246     | 558       | 2.019     | 217        |
| 2004 | 555.750     | 2.118.721   | 26,2        | 758        | 401        | 357        | 733                       | 254     | 534       | 1.913     | 213        |
| 2008 | 566.000     | 2.177.000   | 26,0        | 737        | 374        | 363        | 767                       | 248     | 544       | 1.632     | 189        |
| 2009 | 572.000     | 2.211.707   | 25,9        | 716        | 377        | 339        | 798                       | 262     | 554       | 1.429     | 184        |
| 2010 | 577.000     | 2.232.379   | 25,8        | 707        | 367        | 340        | 816                       | 275     | 544       | 1.346     | 184        |
| 2011 | 582.000     | 2.251.000   | 25,9        | 677        | 360        | 317        | 859                       | 276     | 508       | 1.323     | 185        |
| 2014 | 594.000     | 2.300.000   | 25,8        | 619        | 331        | 288        | 959                       | 259     | 518       | 1.300     | 184        |
| 2016 | 515.251     | 2.246.000   | 22,9        | 595        | 321        | 274        | 865                       | 263     | 460       | 1.255     | 184        |
| 2017 | 514.178     | 2.255.800   | 22,8        | 585        | 312        | 273        | 878                       | 276     | 432       | 1.186     | 181        |
| 2020 | 513.000     | 2.282.470   | 22,5        | 547        | 295        | 252        | 937                       | 262     | 409       | 1.064     | 179        |
| 2022 | 510.270     | 2.270.741   | 22,5        | 524        | 278        | 246        | 973                       | 299     | 349       | 944       | 178        |
| 2023 | 507.600     | 2.259.000   | 22,5        | 526        | 277        | 249        | 965                       | 283     | 341       | 902       | 178        |

## Istituti religiosi
Comunità maschili
- Compagnia di Gesù
- Compagnia di Maria
- Congregazione d'Inghilterra
- Congregazione del Santissimo Redentore
- Congregazione della missione
- Congregazione della Passione di Gesù Cristo
- Congregazione della Resurrezione di Nostro Signore Gesù Cristo
- Figli di Nostra Madre della Pace
- Fratelli celliti o alessiani di Aquisgrana
- Fratelli delle scuole cristiane
- Fratelli francescani della Santa Croce
- Fratelli francescani missionari
- Istituto di Cristo Re Sommo Sacerdote
- Missionari della Sacra Famiglia
- Missionari di Nostra Signora di La Salette
- Ordine dei frati minori
- Ordine dei frati minori conventuali
- Ordine dei frati predicatori
- Sacerdoti del Sacro Cuore di Gesù
- Servi del Paraclito
- Servi di Maria
- Società del Verbo Divino
- Società di Maria

Comunità femminili
- Apostole del Sacro Cuore di Gesù
- Ausiliatrici delle anime del Purgatorio
- Carmelitane scalze
- Clarisse
- Congregazione delle carmelitane di Trivandrum
- Figlie della carità di San Vincenzo de' Paoli
- Francescane di San Giorgio Martire
- Missionarie della carità
- Missionarie eucaristiche di Santa Teresa
- Orsoline dell'unione romana
- Passioniste
- Pia società figlie di San Paolo
- Piccole sorelle dei poveri
- Redentoriste
- Religiose del Sacro Cuore di Maria Vergine Immacolata
- Società del Sacro Cuore di Gesù
- Società delle figlie del Cuore di Maria
- Società devota al Sacro Cuore
- Suore adoratrici del Sangue di Cristo
- Suore carmelitane del Divin Cuore di Gesù
- Suore domenicane della Congregazione del Santo Rosario di Adrian
- Suore domenicane della Congregazione del Santo Rosario di Sinsinawa
- Suore domenicane della Congregazione di Nostra Signora del Sacro Cuore
- Suore domenicane della Congregazione di Santa Caterina da Siena, di Racine
- Suore domenicane della Congregazione di Santa Cecilia
- Suore domenicane di Sparkill
- Suore francescane di Maria
- Suore francescane di Nostra Signora del Perpetuo Soccorso
- Suore francescane della Sacra Famiglia di Gesù, Maria e Giuseppe
- Suore francescane di Oldenberg
- Suore missionarie dell'apostolato cattolico
- Suore Missionarie di San Pietro Claver
- Suore dell'Adorazione del Preziosissimo Sangue
- Suore degli infermi di San Francesco
- Suore della carità cristiana
- Suore della carità della Beata Vergine Maria
- Suore della Divina Provvidenza
- Suore della misericordia
- Suore della misericordia delle Americhe
- Suore della misericordia di Alma
- Suore di carità del Verbo Incarnato
- Suore di Loreto ai piedi della Croce
- Suore di Maria Regina
- Suore di Nostra Signora della Carità del Buon Pastore
- Suore di San Francesco di Clinton
- Suore di San Giuseppe di Carondelet
- Suore salesiane missionarie di Maria Immacolata
- Suore serve dello Spirito Santo dell'adorazione perpetua
- Suore scolastiche di Nostra Signora
- Visitandine